# Leonardo Migliónico
Martín Leonardo Migliónico (Montevideo, Uruguay, 31 de enero de 1980) es un futbolista uruguayo que juega como defensor y que forma parte del Club 3 de Febrero en la primera división de Paraguay.

## Trayectoria
En 1998 empezó su carrera en JJ Urquiza, club de la Primera C, cuarta división de Argentina. En 2001 llegó a Estudiantes (BA) de la Primera B Metropolitana. Sin embargo, en 2002 regresó a su primer club, JJ Urquiza. En 2004 inició su primera experiencia en el fútbol italiano, siendo transferido a Piacenza de la Serie B, segunda división de Italia. En 2008 arribó a Sampdoria de la Serie A pero al no tener mucha continuidad pasó a Livorno de la Serie B. Allí, logró ascender a la máxima división culminando en la tercera posición del principal certamen de ascenso italiano. Sin embargo, Livorno retornó a la Serie B al terminar en el último puesto en la Serie A 2009/10. A principio de 2012 fue fichado por Lecce, equipo con el que sumó un nuevo descenso al finalizar último en la Serie A 2011/12. A mediados de 2012 retornó al fútbol argentino al ser contratado por Racing Club de la Primera División.

## Clubes
| Club             | País      | Año       |
| ---------------- | --------- | --------- |
| JJ Urquiza       | Argentina | 1998-2001 |
| Estudiantes (BA) | Argentina | 2001-2002 |
| JJ Urquiza       | Argentina | 2002-2003 |
| Piacenza         | Italia    | 2004-2008 |
| Sampdoria        | Italia    | 2008      |
| Livorno          | Italia    | 2008-2011 |
| Lecce            | Italia    | 2012      |
| Racing Club      | Argentina | 2012-2014 |
| 3 de febrero     | Paraguay  | 2014-2015 |

## Logros

### Campeonatos nacionales
| Título               | Club    | País   | Año     |
| -------------------- | ------- | ------ | ------- |
| Serie B (3º ascenso) | Livorno | Italia | 2008/09 |